# Mary Dixon Kies
Mary Dixon Kies (* 21. März 1752 in Killingly, Colony of Connecticut; † 1837 in Brooklyn) war eine US-amerikanische Erfinderin. Sie war die erste Frau, die in den USA ein Patent anmeldete.

## Leben
Mary Dixon Kies war die Tochter von Janet Kennedy und John Dixon, der aus Nordirland stammte.
Sie erfand ein Verfahren, um Stroh mit Baumwolle oder Seide zu verweben, das sich für die Herstellung von Hüten als nützlich erwies. Die Hutindustrie spielte für die damalige Wirtschaft Neuenglands eine wichtige Rolle. Dolley Madison, die Frau des damaligen Präsidenten James Madison, gratulierte Mary Dixon Kies persönlich zu ihrer Erfindung. Ihr Patent, das sie am 5. Mai 1809 erhielt, war das erste, das auf den Namen einer Frau eingetragen wurde.
Das Originaldokument des Patents wurde 1836 bei einem Feuer im United States Patent and Trademark Office vernichtet. Exemplare der von ihr selbst nach ihrem eigenen Verfahren gewebten Hüte befinden sich in der Danielson Public Library in Danielson und im Wadsworth Athenaeum in Hartford.
2006 wurde Mary Dixon Kies in die National Inventors Hall of Fame aufgenommen.